# Gottfried Grünberg
Gottfried Grünberg (* 29. Mai 1899 in Beuthen an der Oder, Kreis Freystadt i. Niederschles., Provinz Schlesien; † 7. Februar 1985 in Berlin) war ein deutscher Politiker (KPD / SED). Er war Angehöriger einer Regionalgruppe der Gruppe Ulbricht, der Gruppe Sobottka um Gustav Sobottka. Nach 1945 war er unter anderem Minister für Volksbildung des Landes Mecklenburg. Ab 1956 war er in leitenden Positionen am Aufbau der NVA beteiligt. Zeitweise bekleidete er dabei das Amt des stellvertretenden Ministers für Nationale Verteidigung.

## Leben
Grünberg wuchs als Sohn eines Kleinbauern in Beuthen an der Oder auf. Vom 6. bis zum 14. Lebensjahr besuchte er die Volksschule. Danach arbeitete er einige Jahre im Oberschlesischen Kohlerevier. Zwischen Februar und Dezember 1917 nahm Grünberg als Kavallerist an der Balkanfront am Ersten Weltkrieg teil. Nachdem er in Ungarn bis 1918 interniert war, kehrte er 1919 nach Deutschland zurück und arbeitete bis 1931 als Bergmann im Ruhrgebiet, zuletzt in Baesweiler. Grünberg nahm 1920 als Kämpfer der Roten Ruhrarmee am Ruhraufstand teil. In den Folgejahren wurde er Funktionär der Roten Hilfe und des Roten Frontkämpferbundes. 1928 wurde er Mitglied der Kommunistischen Partei Deutschlands (KPD). Wegen seiner Funktionärstätigkeit, zum Beispiel als Politischer Leiter einer KPD-Ortsgruppe oder Bezirksleitungsmitglied des Freien Bergarbeiterverbandes, wurde Grünberg zeitweise aus der Gewerkschaft ausgeschlossen und musste mehrfach seinen Arbeitsplatz wechseln. Zudem wurde gegen ihn 1931 ein Ermittlungsverfahren wegen Waffenschmuggels eröffnet. Daraufhin emigrierte er im Auftrag der KPD mit seiner Frau in die UdSSR.

### Emigration in der Sowjetunion und Teilnahme am Spanischen Bürgerkrieg
In der Sowjetunion arbeitete Grünberg zunächst bis 1933 als Bergmann im Donezbecken. Danach studierte er an der Kommunistischen Universität der nationalen Minderheiten des Westens (KUNMS) in Moskau unter dem Decknamen Hauer. Diesem Studium schloss sich ein Studienaufenthalt an der Internationalen Lenin-Schule in Moskau bis 1935 an; dabei trug er den Decknamen Weber. 1935 wurde Grünberg die sowjetische Staatsbürgerschaft zuerkannt. Nach dem Studium wurde er bis 1937 ins Kusnezker Becken als Gewerkschaftsinstrukteur geschickt. Danach besuchte er einen Lehrgang für Taktik der Pioniertruppen an der Militärschule „Erste Reiterarmee“ in Tambow.
Nach Abschluss des Lehrgangs wurde Grünberg nach Spanien geschickt, um am Spanischen Bürgerkrieg teilzunehmen. Dort war er bis Februar 1939 Führer einer Pionierkompanie im Bataillon „Jaroslaw Dombrowski“ der XIII. Internationalen Brigade. Während dieser Tätigkeit war er auch ab 1938 Mitglied der Kommunistischen Partei Spaniens. Zwischen Februar und Mai 1939 war Grünberg als Leiter der polnischen Gruppe im französischen Internierungslager Argelès-sur-Mer festgesetzt. Nach seiner Rückkehr in die UdSSR betreute er zunächst bis 1940 spanische Emigranten und war als Instrukteur der Internationalen Roten Hilfe im Automobilwerk Gorki tätig. Ab 1941 war Grünberg Kursteilnehmer der Schule der Kommunistischen Internationale in Puschkino bei Moskau.
Bei Kriegsausbruch am 22. August 1941 meldete er sich als Freiwilliger zur Roten Armee. Nach einer militärischen Spezialausbildung wurde er ab Oktober 1941 Angehöriger der I. mot. Schützenbrigade zur besonderen Verfügung des NKWD. Im März 1942 würde Grünberg demobilisiert und an die Komintern-Schule nach Kuschnarenkowo unter dem Decknamen „Fritz Weber“ delegiert. 1943 war er Mitbegründer des Nationalkomitee Freies Deutschland und wurde danach zunächst als Lehrer an der Kriegsgefangenenschule in Krasnogorsk eingesetzt und fungierte wenig später als Leiter der Antifa-Schule im Dorf Talizy. Ab Herbst 1944 war Grünberg Kursant der Parteischule Nr. 12 in Moskau. Im Frühjahr 1945 wurde er als Mitglied einer der ersten drei Initiativgruppen der KPD für die sowjetische Besatzungszone auserwählt. Grünberg wurde Mitglied einer Regionalgruppe der Gruppe Ulbricht unter Gustav Sobottka, die in Mecklenburg tätig wurde.

### Tätigkeit in der SBZ und der DDR
Ab dem 12. Mai 1945 wurde Grünberg zusammen mit Anton Switalla in der Region Greifswald und auf der Insel Rügen tätig, wo sie bis zum 1. Juni 1945 blieben. Mit der Verlegung der Zentrale der Gruppe Sobottka gelangte Grünberg nach Waren (Müritz). Er wurde für einige Zeit Stadtrat. Mit der Konstituierung der Landesregierung Mecklenburgs am 4. Juli 1945 musste Grünberg das Warener Amt abgeben. Grünberg wurde Landesminister für Volksbildung und Kultur im Kabinett unter Wilhelm Höcker. Gleichzeitig war er bis 1950 Mitglied der SED-Landesleitung Mecklenburg. Im Frühjahr 1947 gehörte er zu den Gründern der Gesellschaft zum Studium der Kultur der Sowjetunion. Die Gesellschaft war der direkte Vorgänger der Gesellschaft für Deutsch-Sowjetische Freundschaft (DSF), deren Generalsekretär Grünberg ab 1950 bis 1956 war.

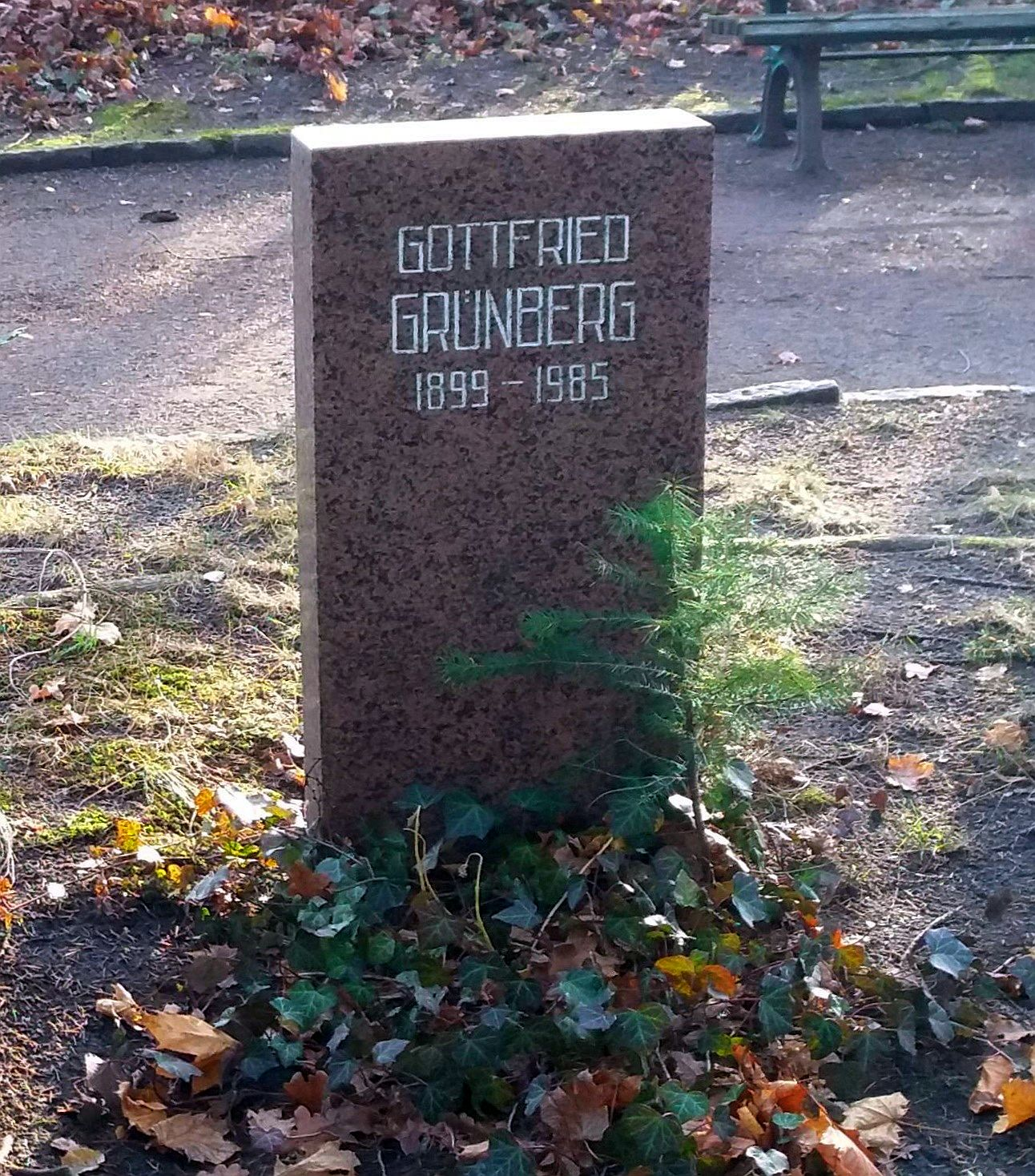
Grabstätte

1956 wechselte er zur neu aufgestellten NVA im Range eines Oberstleutnants. Grünberg wurde Leiter der Abteilung Propaganda der Politischen Verwaltung der NVA. Für mehr als ein Jahr, vom 25. August 1956 bis zum 28. November 1957, bekleidete er im Range eines Obersten das Amt des stellvertretenden Ministers für Nationale Verteidigung in seiner Funktion als Leiter der Politischen Verwaltung der NVA (später Politische Hauptverwaltung, PHV). 1960/1961 war Grünberg Militärattaché der DDR in Moskau.
1962 wurde er aus gesundheitlichen Gründen aus der NVA entlassen. 1974 erhielt er den Karl-Marx-Orden, 1979 die Ehrenspange zum Vaterländischen Verdienstorden. Bis zu seinem Tod nahm er höhere Funktionen in Massenorganisationen wahr, so als stellvertretender Bezirksvorsitzender der DSF in Berlin oder als Mitglied der Zentralleitung des Komitees der Antifaschistischen Widerstandskämpfer.
Seine Urne wurde in der Grabanlage Pergolenweg des Berliner Zentralfriedhofs Friedrichsfelde beigesetzt.